# Battaglia di Fougères
La battaglia di Fougères è stata una battaglia delle Guerre di Vandea avvenuta il 3 novembre 1793, durante la Virée de Galerne, e combattuta tra l'esercito repubblicano francese e i vandeani dell'Esercito cattolico e reale.

## Antefatto
I vandeani avevano appena preso Mayenne alla vigilia di questa battaglia e si preparavano ad andare su Saint-Malo per prendere contatto con i britannici. I vandeani recentemente raggiunti dai Chouan, andarono dunque su Fougères, che si trovava sulla strada di Saint-Malo.
I repubblicani, coscienti del pericolo, misero la città in stato di difesa, il generale aiutante Brière raccolse 6 000 guardie nazionali e soldati regolari, e si posizionò nel castello per aumentare le sue possibilità di difesa. Un buono numero di amministratori scelse di lasciare la città e fuggire verso Rennes, ad eccezione di alcuni, fra cui il sindaco Lesueur, che scelsero di restare.

## La battaglia
Fin dal 2 novembre, a La Pellerine, ad una quindicina di chilometri da Fougères, un battaglione di cacciatori a cavallo fu messo in rotta dai vandeani, che guadagnarono tre cannoni supplementari. Il 3 novembre, alle 15, il 19º reggimento di fanteria leggera si dirige verso i vandeani, su ordine di Brière. Il reggimento composto da solo un migliaio di uomini, attaccò l'avanguardia ostile che ripiegò. I repubblicani li inseguirono, ma si trattava di una trappola, a La Chaudronneraie furono attaccati dai lati e messi in fuga, perdendo la maggior parte degli uomini. Verso le 18, i vandeani e i chouan erano alle porte di Fougères. L'assedio non durò a lungo, i soldati repubblicani messi dinanzi alla porta Saint-Léonard (situata dinanzi alla chiesa con lo stesso nome) furono sconfitti e la porta fu abbattuta a colpi di cannoni, i vandeani entrarono quindi nella città ma i repubblicani erano ancora ben difesi. Durante questo tempo, la cavalleria vandeana comandata da Talmont, attaccò dall'altro lato della città, ed entrò nel castello di sorpresa, liberarono 300 prigionieri vandeani condannati a morte che si aggiunsero al loro esercito. La notizia della presa del castello causò il panico tra le file repubblicane e vi fu un "si salvi chi può" generale. I prigionieri liberati, desiderosi di vendetta uccisero 200 soldati repubblicani che erano stati fatti prigionieri, subito dopo la battaglia.
Dopo la loro vittoria, il sindaco Lesueur, che era rimasto in città fu giudicato e quindi giustiziato il 5 novembre al castello, non si sa se fu il solo o se vennero giustiziati altri prigionieri; tra i prigionieri repubblicani vennero riconosciuti alcuni di quelli che giurarono di non combattere più contro i vandeani, e non avendo rispettato il giuramento vennero giustiziati, ma sembra che furono solo una decina. Come consueto, gli altri prigionieri giurarono di non combattere più contro i vandeani e furono rilasciati.
Il generale vandeano Lescure, ferito durante la ritirata in seguito alla Virée de Galerne, morì il 3 novembre a La Pelerine, i suoi uomini, temendo che i repubblicani riesumassero il suo corpo, come fecero con Bonchamps, lo seppellirono di nascosto all'hotel Harivel, via de La Pinterie, il suo corpo sarà scoperto soltanto nel 1944, dopo un bombardamento alleato.
Padre Étienne-Alexandre Bernier celebrò un Te Deum nella chiesa di Saint-Léonard per celebrare la vittoria di Dol-de-Bretagne, ma, questa volta, i vandeani, non restarono a lungo a Fougères, lì lasciarono numerosi pazienti e feriti negli ospedali della città e quattro giorni dopo l'esercito vandeano uscì dalla città ed anziché andare su Saint-Malo come avevano previsto inizialmente, cambiò strada per dirigersi verso Granville, che sembrava meno difeso, tuttavia vennero ugualmente sconfitti e per fine novembre ritornarono a Fougères.

## Il ritorno dei repubblicani

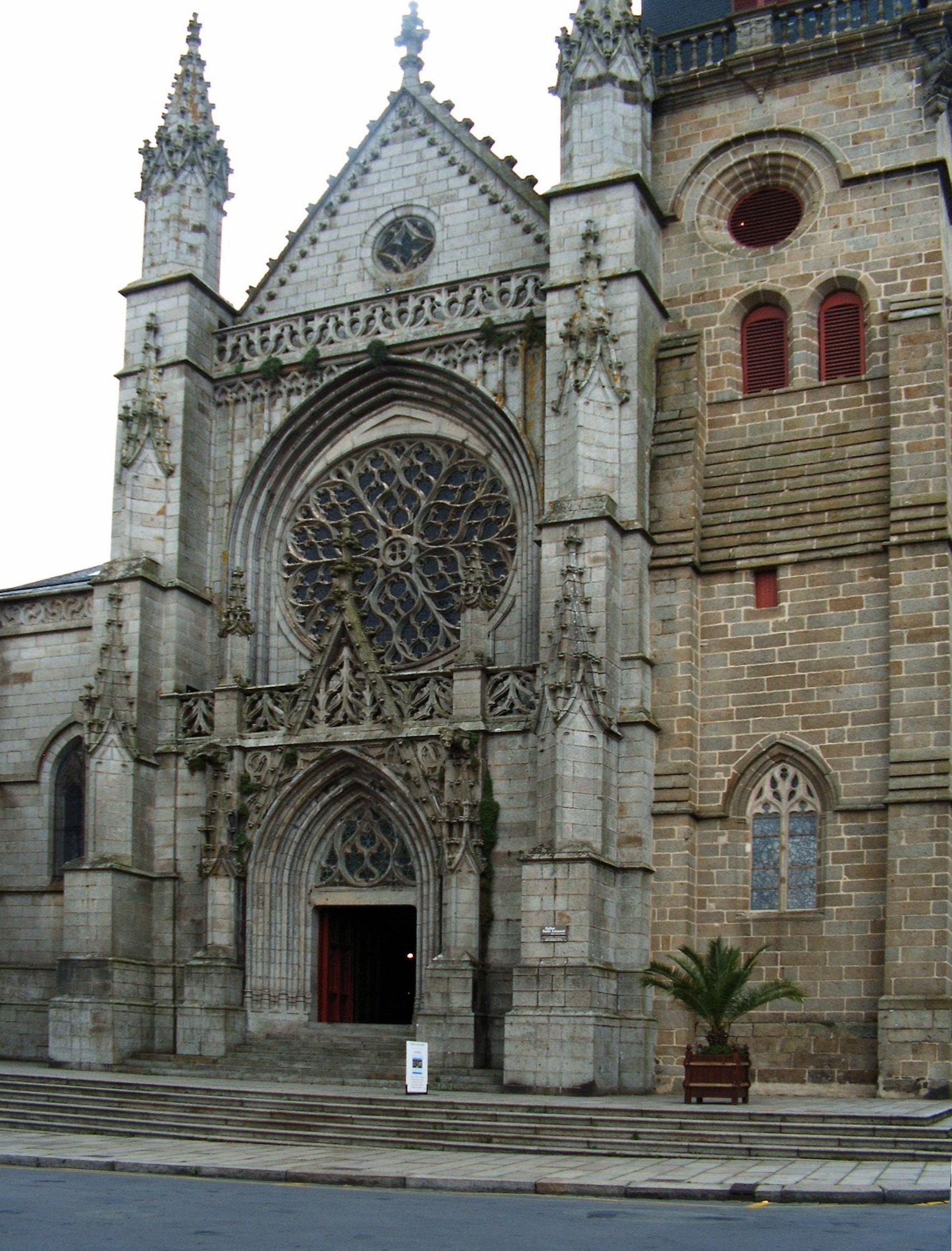
La chiesa di Saint-Léonard

Il 18 novembre, i generali repubblicani Christian Joseph Hammel, François Pierre Amey e Simon Canuel, alla testa dei "Mayençais", entrarono a Fougères. Trovarono negli ospedali i pazienti e feriti vandeani e li massacrarono tutti, comprese molte donne, tuttavia risparmiarono le religiose che li assistevano. La madre Santa-Catherine fece il seguente resoconto:
«Tolsero a questi infelici quel che resta della loro vita, nel modo più barbaro. La nostra Reverenda Madre e l'ospedaliera fecero degli sforzi più generosi, andarono davanti a questi uomini assetati di sangue per alleviare la loro furia. Le ragioni più commoventi, capaci di commuovere i cuori più sensibili dall'umanità all'onore, non fecero che aumentare la loro ferocia. Minacciarono di ucciderle se non si fossero subito allontanate. Non avevano altra scelta. La loro vita non aveva protetto quella di queste vittime infelici. Immediatamente questi boia crudeli si gettarono sulle loro prede con l'impeto più violento. Con la punta delle loro sciabole, riaprivano le loro ferite prima di dare loro la morte; gli facevano anche entrare i cucchiai di cui gli sfortunati si servivano; strapparono loro gli occhi e commisero orrori così atroci che una serva dell'ospedale, che costrinsero ad assistere a questo spettacolo spaventoso, non volle raccontarci nel dettaglio. Questa povera ragazza ne fu così tanto spaventata, che immediatamente fu colpita da una malattia di cui morì pochi giorni dopo. Durante questa spedizione inumana, eravamo nella più viva costernazione; li ignoravamo anche se eravamo oggetto della loro barbarie. Dio ci riservava ancora i mali più amari e più sensibili. Non si limitarono a questi sfortunati; sfogarono il resto della loro collera a devastare l'ospedale. I danni che fecero furono valutati a 10 000 franchi.»
Il medico Gainou così informò Robespierre di quanto era accaduto:
«Occorre dirti che soldati indisciplinati, non suscettibili alla riflessione inferiore, sono andati negli ospedali di Fougères, e hanno sgozzato i feriti dei briganti nei loro letti. Molte donne dei briganti vi erano malate, hanno strappato loro i capelli e dopo le hanno sgozzate, senza che avessero ricevuto nessun ordine, né dai governanti, né dai generali. Ho visto fra questi orrori una bella scena: una di queste donne, poteva avere venti anni ed abbastanza graziosa, pregò un capitano di artiglieria di ucciderla. Pieno di generosità e di umanità, si tolse la giacca e gliela mise sul corpo, poiché gli avevano preso la sua gonna. L'ha fatta uscire dall'ospedale sciabola alla mano e gli ha salvato la vita.»
Le vittime erano 2 000 secondo i repubblicani, numero forse esagerato. Più tardi, le autorità civili che erano fuggite tornarono a Fougères, ma apparirono nuovi problemi. Conformemente ad un decreto votato dall'assemblea nazionale, il governo parigino ordinò che Fougères venisse incendiata. Il decreto prevedeva che qualsiasi città che fosse caduta in mani ai vandeani senza avere usato il massimo delle sue risorse sarebbe stata distrutta. In reazione, gli amministratori della città fecero circolare una petizione per tentare di convincere il governo a cambiare la sua decisione, non si sa come si svolse il seguito dei negoziati, ma, finalmente, Fougères non fu incendiata.